# Geumsan-myeon, Goheung-gun
Geumsan-myeon (koreanska: 금산면) är en socken i Sydkorea. Den ligger i kommunen Goheung-gun i provinsen Södra Jeolla i den södra delen av landet, 340 km söder om huvudstaden Seoul.
Geumsan-myeon består av ön Geogeumdo och kringliggande mindre öar.